# Wedaustadion
Wedaustadion foi um estádio localizado em Duisburg, Alemanha. Era a casa do time MSV Duisburg, até 2004, quando o time se mudou para a MSV-Arena. O estádio tinha capacidade de receber 30,112 pessoas. Construído em 1921, foi considerado o segundo maior do seu país na época.